# Auguste Reuß zu Ebersdorf

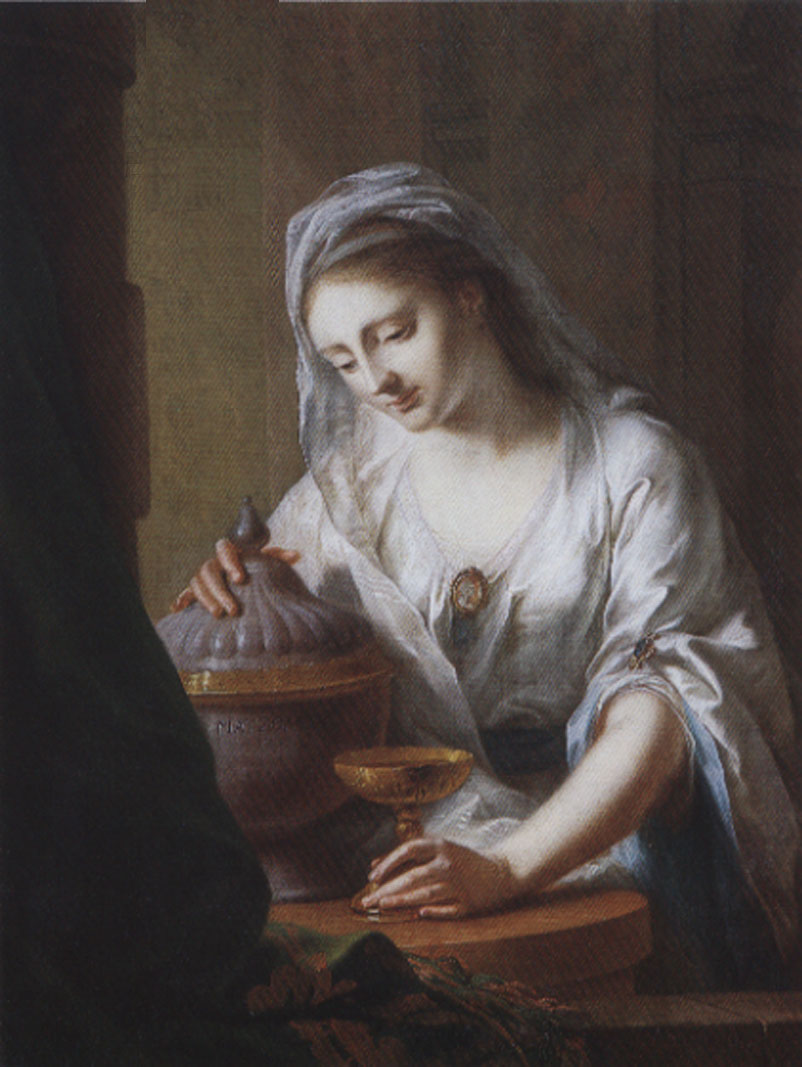
Johann Heinrich Tischbein der Ältere: Artemisia. Zu diesem bekanntesten Gemälde Tischbeins saß 1775 die damals achtzehnjährige Gräfin Auguste Reuß zu Ebersdorf Modell

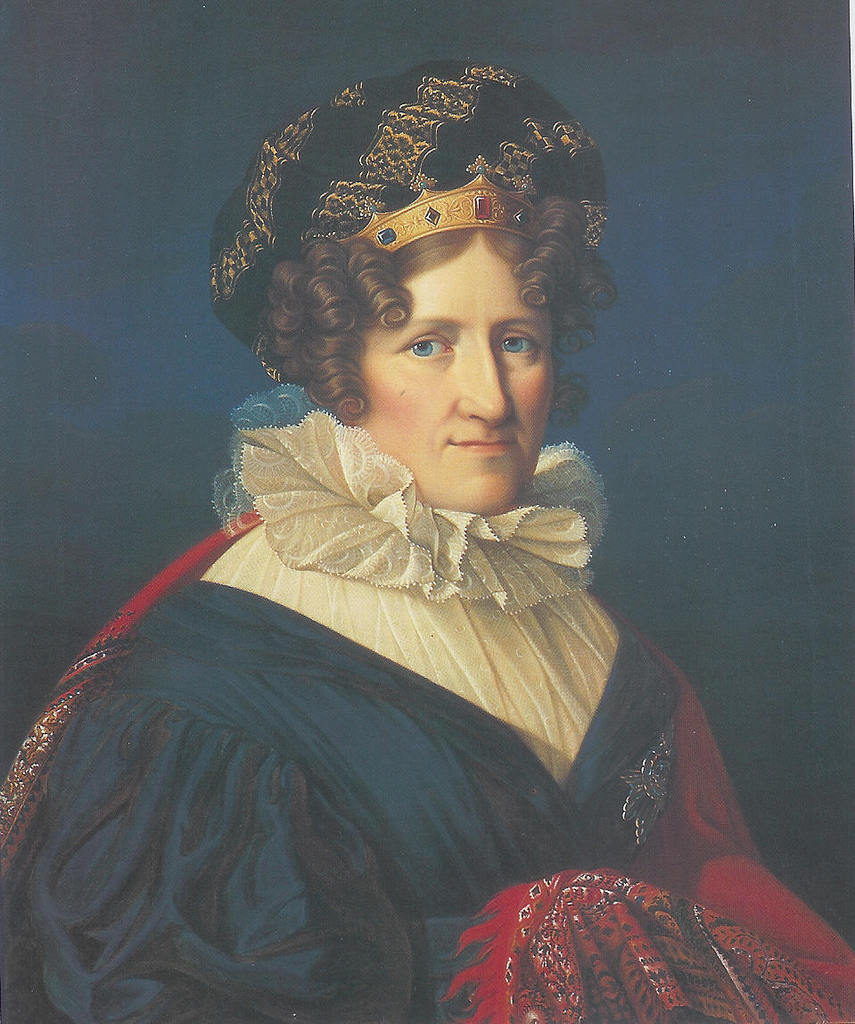
Gräfin Auguste Reuß zu Ebersdorf, spätere Herzogin von Sachsen-Coburg-Saalfeld

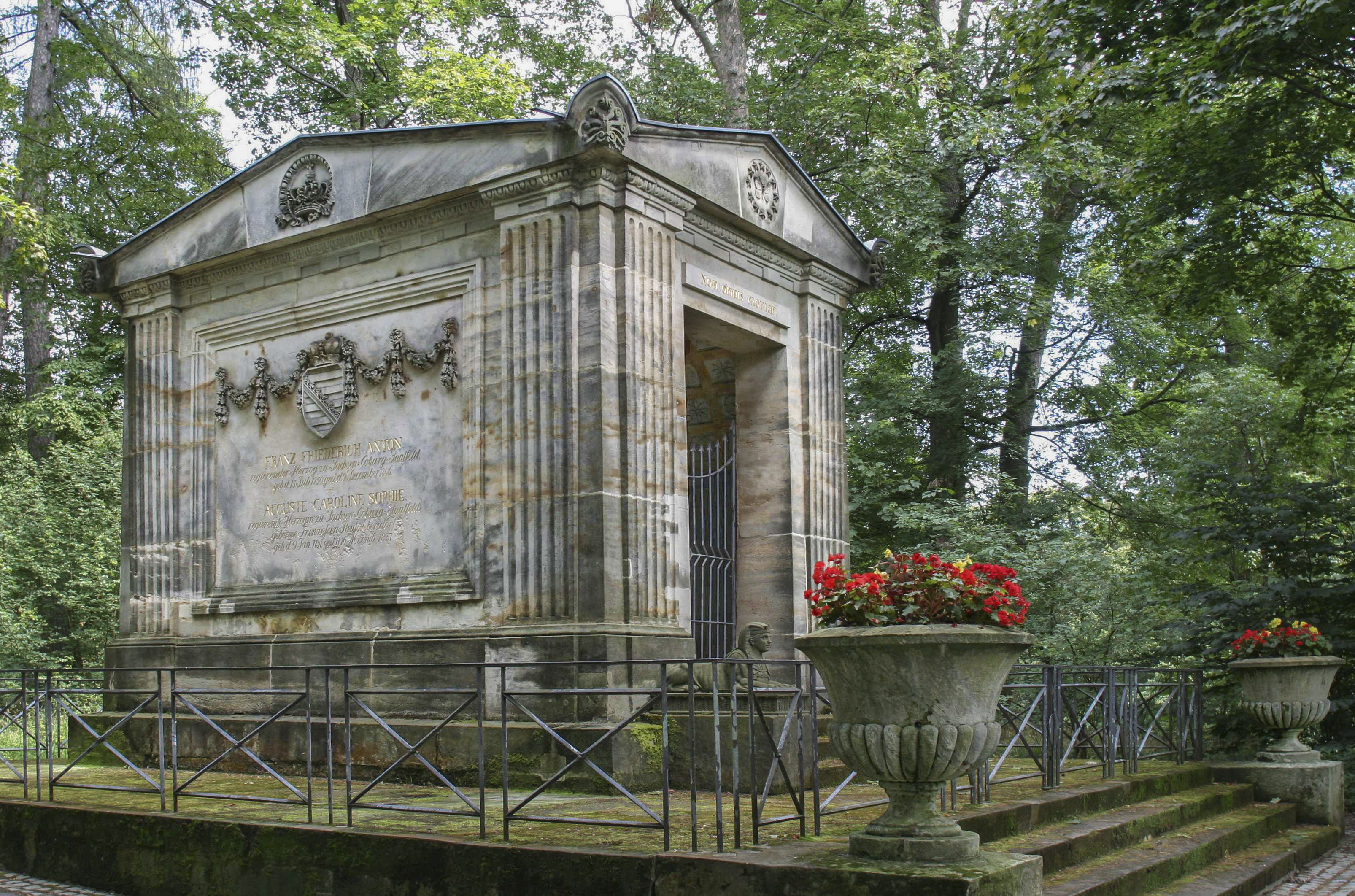
Mausoleum im Coburger Hofgarten

Auguste Caroline Sophie Reuß zu Ebersdorf (* 19. Januar 1757 in Ebersdorf; † 16. November 1831 in Coburg) war eine deutsche Gräfin. Sie war durch Heirat Herzogin von Sachsen-Coburg-Saalfeld (Auguste Caroline Sophie von Sachsen-Coburg-Saalfeld).

## Leben
Auguste Caroline Sophie Reuß zu Ebersdorf war die Tochter von Graf Heinrich XXIV. Reuß zu Ebersdorf (1724–1779) und seiner Frau Karoline Ernestine zu Erbach-Schönberg (1727–1796). Ebersdorf war ein Zentrum des Pietismus in Thüringen und Augustes Großeltern galten als Verehrer dieser Glaubensrichtung. Augustes Großtante Erdmuthe Dorothea war eng mit der Herrnhuter Brüdergemeine verbunden. Dieser Hintergrund erklärt die tiefe Religiosität Augustes.
Auguste Reuß von Ebersdorf galt als eine der schönsten Frauen ihrer Zeit. Ihr Vater ließ bei dem Maler Johann Heinrich Tischbein ein Gemälde in Auftrag geben, auf dem Auguste als Artemisia dargestellt ist. Dieses Gemälde ließ er auf dem Immerwährenden Reichstag ausstellen, damit potentielle Ehekandidaten auf seine schöne Tochter aufmerksam würden.
Sie heiratete am 13. Juni 1777 in Ebersdorf Franz Erbprinz des Herzogtums Sachsen-Coburg-Saalfeld, der das Gemälde übrigens für den vierfachen Preis erworben hatte.
Reuß von Ebersdorf wurde als Herzogin und Mutter zur Stammmutter bedeutender europäischer Königshäuser. Mit ihren ältesten drei Töchtern (der 17-jährigen Sophie, der 16-jährigen Antoinette und der 14-jährigen Juliane) war sie 1795 den langen Weg über Königsberg, wo sich die Reisegruppe dreieinhalb Tage aufhielt, über Riga und Strelna nach Sankt Petersburg, wo sie am Abend des 18. Oktobers ankamen, gereist, als die Zarin Katharina II. eine Braut für ihren Enkel, den Zarewitsch Konstantin suchte. Der 16-Jährige hatte die Auswahl und er (bzw. Katharina die Große, die die drei Heiratskandidatinnen inspizierte) entschied sich für die mit 14 Jahren jüngste Prinzessin Juliane und hielt am 24. Oktober bei deren Mutter um die Hand Julianes an. Diese Erhebung ermöglichte auch Julianes Geschwistern Vorteile – sowie die finanzielle Sanierung des kleinen verschuldeten fränkisch-thüringischen Herzogtums. Katharina II. gab kostbaren Schmuck sowie 160.000 Rubel. Am 7. Oktoberjul. / 18. Oktober 1795greg. empfingen Mutter und Töchter den Katharinenorden. Am 7. November traten die anderen drei Coburger Damen dann auch ihre Abreise aus St. Petersburg an und erreichten am 26. November Memel und am 31. Dezember 1795 wieder ihre fränkische Heimatstadt.

## Nachkommen
Aus ihrer Ehe mit Franz hatte Auguste folgende Kinder:
- Sophie (1778–1835) ⚭ 1804 Emmanuel von Mensdorff-Pouilly, seit 1818 Graf von Mensdorff-Pouilly (1777–1852)
- Antoinette (1779–1824) ⚭ 1798 Prinz Alexander Friedrich Karl von Württemberg (1771–1833)
- Juliane (Anna Fjodorowna) (1781–1860) ⚭ 1796–1820 Großfürst Konstantin Pawlowitsch
- Ernst I. (1784–1844)
 ⚭ 1. 1817–1826 Prinzessin Luise von Sachsen-Gotha-Altenburg (1800–1831) (geschieden)
 ⚭ 2. 1832 Prinzessin Marie von Württemberg (1799–1860)
- Ferdinand (1785–1851) ⚭ 1816 Maria Antonie Gabriele von Koháry, Vater von Ferdinand II., König von Portugal und Großvater von Ferdinand I., Zar von Bulgarien.
- Marie Louise Victoire von Sachsen-Coburg-Saalfeld (1786–1861)
 ⚭ 1. 1803 Fürst Emich Carl, 2. Fürst zu Leiningen (1763–1814)
 ⚭ 2. 1818 Edward Augustus, Duke of Kent and Strathearn (einem jüngeren Sohn König Georgs III. von Großbritannien) verheiratet, Mutter der britischen Königin Victoria
- Marianne Charlotte (1788–1794)
- Leopold I. (1790–1865), 1831–1865 König der Belgier
 ⚭ 1. 1816 Prinzessin Charlotte Auguste (1796–1817)
 ⚭ 2. 1829 Karoline Bauer, (1807–1877) (historisch nicht gesichert, 1831 geschieden)
 ⚭ 3. 1832 Prinzessin Louise von Orléans (1812–1850)
- Maximilian (1792–1793)

## Tod
Auguste fand ihre letzte Ruhestätte 1831 in einem Mausoleum im Coburger Hofgarten, das ihr Sohn Ernst I. 1817 für seine Eltern hatte errichten lassen. Dort ist auch Augustes Ehemann Franz, der 1806 starb, beigesetzt.
In Coburg wurde von ihrem Enkel Herzog Ernst II. 1863 das Augustenstift gegründet. Im Naturkundemuseum Coburg ist seit 2006 ein Raum, der Herzogin-Auguste-Saal, nach ihr benannt.